# Qadah
Koordinaten: 26° 11′ 39″ N, 56° 13′ 18″ O
Qadah (auch Qidah) ist eine Stadt im Gouvernement Musandam in Oman. Sie liegt an der Straße von Hormus, eine nur wenige Seemeilen breite Meerenge, die den Persischen Golf mit dem Golf von Oman und dem Arabischen Meer verbindet. Die Stadt hat 3.643 Einwohner.